# Heike Balck
Heike Balck (ur. 19 sierpnia 1970 w Schwerinie) – niemiecka lekkoatletka specjalizująca się w skoku wzwyż. W czasie swojej kariery reprezentowała również Niemiecką Republikę Demokratyczną.

## Sukcesy sportowe
- dwukrotna mistrzyni NRD w skoku wzwyż – 1989, 1990[1]
- pięciokrotna medalistka mistrzostw Niemiec w skoku wzwyż: dwukrotnie złota (1994, 1997), dwukrotnie srebrna (1991, 1993) oraz brązowa (1995)[2]
- trzykrotna srebrna medalistka halowych mistrzostw Niemiec w skoku wzwyż – 1991, 1997, 1998[3]

| Rok  | Miasto          | Zawody                      | Konkurencja | Wynik         |
| ---- | --------------- | --------------------------- | ----------- | ------------- |
| 1987 | Birmingham      | Mistrzostwa Europy juniorów | skok wzwyż  | brązowy medal |
| 1988 | Greater Sudbury | Mistrzostwa świata juniorów | skok wzwyż  | 7. miejsce    |
| 1989 | Barcelona       | Puchar świata               | skok wzwyż  | 4. miejsce    |
| 1990 | Split           | Mistrzostwa Europy          | skok wzwyż  | 5. miejsce    |
| 1991 | Tokio           | Mistrzostwa świata          | skok wzwyż  | 12. miejsce   |
| 1991 | Sewilla         | Halowe mistrzostwa świata   | skok wzwyż  | brązowy medal |
| 1994 | Helsinki        | Mistrzostwa Europy          | skok wzwyż  | 6. miejsce    |
| 1994 | Londyn          | Puchar świata               | skok wzwyż  | 4. miejsce    |
| 1997 | Ateny           | Mistrzostwa świata          | skok wzwyż  | 10. miejsce   |

## Rekordy życiowe
| konkurencja | na stadionie                      | w hali                   |
| ----------- | --------------------------------- | ------------------------ |
| skok wzwyż  | 2,01 – Karl-Marx-Stadt 18/06/1989 | 1,96 – Berlin 01/03/1991 |